# Comillas (kommun)
Comillas är en kommun i Spanien.  Den ligger i den autonoma regionen Kantabrien i norra delen av landet, 300 km norr om huvudstaden Madrid. Antalet invånare är 2 146 (2024). Arean är 18,46 kvadratkilometer. Comillas gränsar till Valdáliga, Udías, Alfoz de Lloredo och Ruiloba. 